# Rhopalomyzus coerulescens
Rhopalomyzus coerulescens är en insektsart. Rhopalomyzus coerulescens ingår i släktet Rhopalomyzus och familjen långrörsbladlöss. Inga underarter finns listade i Catalogue of Life.